# 梁汝波
梁汝波（1983年—），中國企業高管，字节跳动CEO。

## 生平
1983年出生于江西宜春，2005年毕业于南开大学软件工程专业。在南开大学，他和张一鸣是室友。2009年与张一鸣共同创办垂直房产搜索引擎“九九房”。2012年与张一鸣共同创办字节跳动。2012年到2016年担任字节跳动产品研发负责人，负责今日头条、头条号、广告系统和用户增长系统等產品和業務。2016年起负责飞书和效率工程。2020年起负责集团人力资源和管理等工作。2021年5月20日任字节跳动CEO。